# 딥 임팩트 (우주선)
딥 임팩트(영어: Deep Impact)는 케이프커내버럴 공군 기지에서 2005년 1월 12일 18시 47분(UTC)에 발사된 미국 항공우주국의 우주 탐사선이다. 딥 임팩트의 임무는 혜성 템펠 1(9P/템펠)의 내부 조성을 연구하기 위해 충돌기를 혜성으로 낙하시키는 것이었고, 2005년 7월 4일 협정 세계시 05:52에 충돌기는 성공적으로 혜성의 핵에 충돌했다. 충돌기는 충돌하면서 혜성의 핵에 충돌구를 만들고, 핵의 구성 물질을 밖으로 날려 보냈다. 우주선에서 찍은, 물질이 분출되는 사진에서 혜성의 핵은 예상보다 먼지가 많고 얼음이 적다는 것을 알아냈는데, 그 이유는 충돌기가 충돌하면서 예기치 않게 크고 밝은 먼지구름을 만들어, 시야를 가렸기 때문이다.
지오토나 스타더스트와 같은 이전의 혜성 탐사선은 모두 혜성 주위를 지나쳐가는 방식이었다. 이러한 탐사선은 상당히 먼 거리에서 오로지 혜성 핵의 표면만을 검사하고 사진을 찍을 수 있었다. 그러나 딥 임팩트는 혜성의 표면에서 물질을 내뿜게 하는 첫 번째 시도였고, 이러한 이유 때문에 이 임무는 미디어 매체뿐만 아니라 국제적으로 저명한 과학자부터 아마추어 천문학자까지 모두에게 큰 관심을 받게 되었다.
주요 임무가 완료되면, 우주선을 더 활용하자는 제안이 있었다. 따라서 딥 임팩트는 2007년 12월 31일 지구를 지나쳐가며 EPOXI가 지정한 두 가지 목표인 외계 행성 연구와 하틀리 2 혜성(103P/하틀리)를 연구하는 목표를 달성하기 위해 임무를 연장했다.

## 과학적 목표
딥 임팩트는 혜성의 핵에 충돌기를 투하해 충돌시켜 물질을 분출시킴으로써 혜성의 핵의 물질을 조사하고 핵 형성에 대한 궁금증을 풀려고 설계되었다. 천문학자들은 혜성의 내부와 외부 구조의 차이를 비교함으로써, 형성 과정에 대한 이론을 하나로 모을 수 있을 것이라고 기대했다. 충돌 상황과 그 여파를 관찰함으로써 내부에 대한 단서를 얻을 수 있기 때문이다.
메릴랜드 대학교의 천문학자인 마이클 아헌이 이 임무의 책임자였는데, 그는 코넬 대학교, 메릴랜드 대학교, 애리조나 대학교, 브라운 대학교, 벨턴 우주 탐사 계획(Belton Space Exploration Initiatives), 제트 추진 연구소, 하와이 대학교, 과학응용 국제 협회, 볼 에어로스페이스와 막스 플랑크 천체물리학연구소로 이루어진 과학 연구 팀을 주도했다.

## 우주선 설계와 실험 장비

우주선의 개략도.

우주선은 두 가지 부분으로 구성되어 있었다: "충돌 부분"은 370kg의 무게를 가진 구리 모양의 충돌기로 만들어져 있었으며, 템펠 1 혜성에 충돌했다. "근접 비행 부분"은 템펠 1을 근접 통과하며 안전한 거리에서 사진을 촬영했다.
근접 비행 탐사선(근접 비행선)의 규모는 길이가 3.2m, 폭 1.7m, 높이 2.3m였다. 또한 2개의 태양 전지가 있었으며, 파편 방어막과 여러 과학 실험 기구, 스페클 영상화와 적외선 분광법을 사용해 관측을 하기 위한 장비도 있었다. 또한 탐사선은 고해상도 코로나 영상기(High Resolution Coronal Imager, HRI)와 중간 해상도 영상기(Medium Resolution Imager, MRI)와 같은 카메라 두 개를 가지고 있었다. HRI는 회전 필터 분광 복사기와 가시광 카메라를 결합한 최신 장치이며, 1.05~4.8 마이크로미터의 스펙트럼 대역에서 동작하는 적외선 분석 장치(스펙트럼 분광 모듈, SIM)도 있었으며, 이 장비 또한 혜성의 핵을 관찰하는 데 최적화되어 있다. MRI는 백업용 장치이며, 주로 충돌 10일 전쯤 접근할 때 탐색용으로 사용하였다. 또한, 기본 필터와 약간 다른 회전 필터도 있었다.
탐사선의 충돌 부분은 MRI와 비슷한 광학 장치인 충돌기 추적 센서(ITS)를 가지고 있었지만, 회전 필터는 없었다. 이 장치에는 두 가지 목적이 있었는데, 하나는 분리할 때 받는 영향 정도의 4배 정도까지 고감도로 궤도를 감지하여 궤도를 수정할 수 있기 위함이었고, 다른 하나는 혜성 가까이에서 사진을 찍기 위해서였다. 충돌기가 혜성의 표면에 이르기 전, 카메라는 혜성 표면의 고해상도 사진을 찍어 근접 비행선에 실시간으로 전송했다(0.2m당 1화소). 충돌기가 마지막으로 찍은 사진은 충돌 3.7초 전에 찍혔다.
"충돌구 덩어리(Cratering Mass)"라는 별명을 가진 충돌기의 페이로드는 100% 구리로 만들어졌고 100 kg의 무게가 나갔다. 이 "충돌구 덩어리"를 포함해서, 구리는 충돌기 전체에서 49%의 무게를 차지했다(24%는 알루미늄이었다); 이는 과학적 측정의 간섭을 최소화하는 것이었다. 구리가 혜성에서 발견되리라 생각되지 않았기 때문에, 과학자들은 분출물에서 구리는 무시할 수 있었다. 또한 폭발 볼트를 사용하는 대신, 구리 분리기를 사용하였다.
폭발물도 불필요했다. 초속 10.2m의 속도에서 충돌기가 충돌할 때 나오는 에너지는 실제 무게였던 370kg보다 훨씬 더 커서 TNT 4.8톤의 폭발력과 동등했다.
임무는 1998년 개봉했던 지구에 소행성이 충돌하는 내용인 영화 딥 임팩트와 우연히 이름이 일치하게 되었다.

## 임무 계획

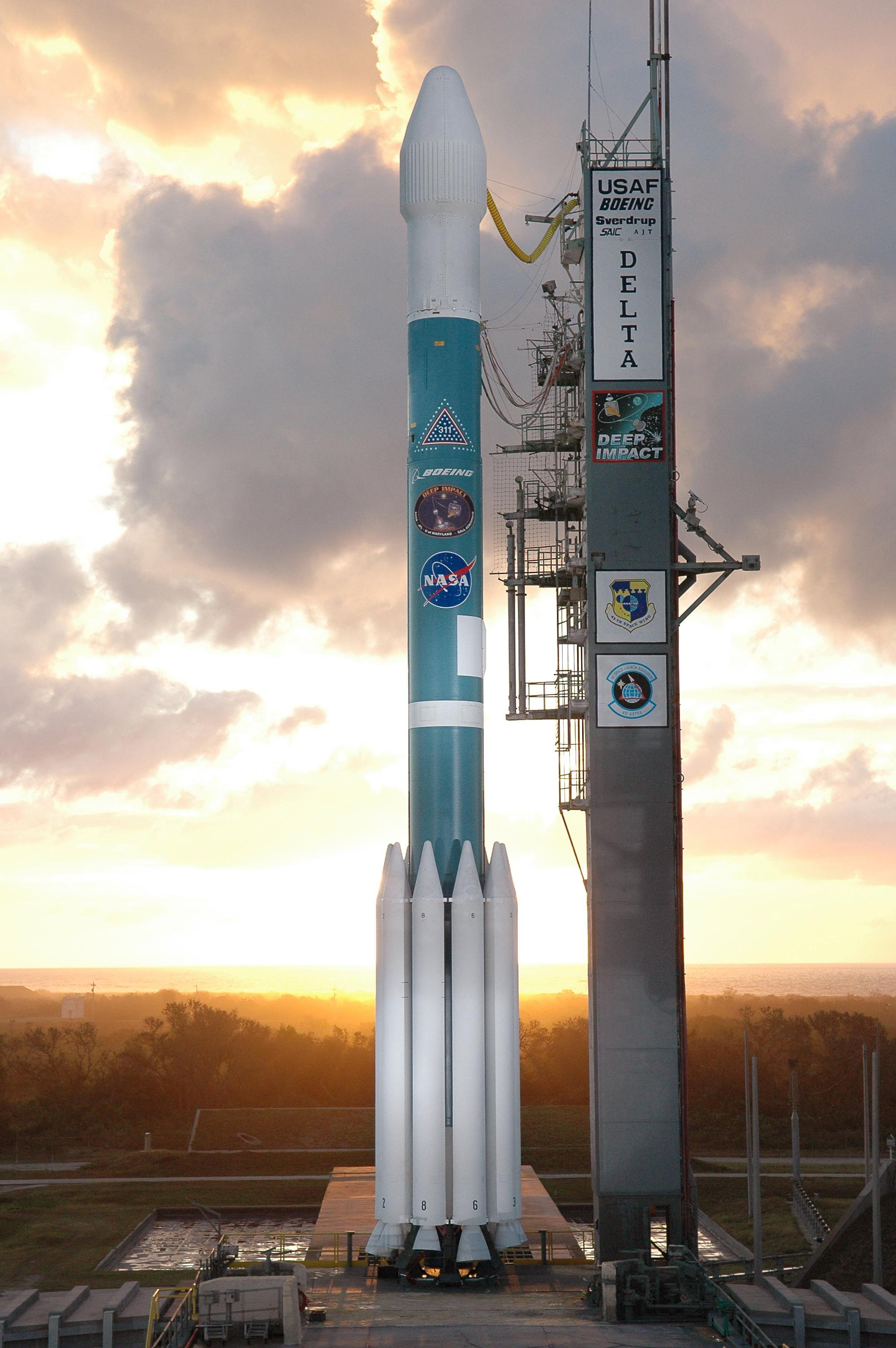
딥 임팩트는 델타 II 로켓으로 발사되었다.

2005년 1월 12일 협정 세계시 18시 47분, 케이프커내버럴 공군 기지 17번 발사장에서 딥 임팩트가 발사되었고, 28.6 km/s(103,000 km/h)의 속도로 4억 2천 9백만 킬로미터를 날아 174일 만에 템펠 1에 도달하였다. 2005년 7월 3일 탐사선이 템펠 1에 접근하면, 충돌기와 근접 비행선으로 분리된 후, 충돌기는 추진기를 이용해서 상대속도 10.3 km/s(37,000 km/h)로 혜성의 궤도에 근접한다. 충돌기는 370 킬로그램의 구리 탄환이고, 1.96×1010 줄의 운동 에너지(4.7톤의 TNT의 폭발력과 같은 힘)를 혜성에 전달했다. 과학자들은 이 고속의 충돌 에너지가 로마의 콜로세움보다 큰 폭 100m 정도의 충돌구를 만들기에 충분하다고 말하였다. 충돌구의 크기는 충돌 1년 후까지는 알려지지 않았으나. 2007년 스타더스트-NExT 임무가 충돌구의 크기가 약 150m임을 밝혀냈다.
충돌 후 잠깐의 시간동안, 근접 비행선은 500km의 거리에서 충돌구와 충돌 과정에서 분출된 물질을 관찰한다. 또한 전체 과정은 지구의 망원경과 허블 우주 망원경, 찬드라 엑스선 관측선, 스피처 우주 망원경, XMM-뉴턴을 포함한 우주망원경, 심지어 혜성에서 8천만 킬로미터 떨어진 곳에 있는 유럽의 우주 탐사선 로제타에 있는 분광기로도 관측한다. 로제타는 관측 결과를 통해 충돌에 의해 밖으로 분출된 가스와 먼지의 구성 성분이 무엇인지를 확정했다.

## 사건들

### 발사 전
혜성에 충돌한다는 임무 방식은 1996년에 미국 항공우주국에서 제안되었지만, 당시의 항공우주국 엔지니어들은 충돌 가능성에 대해 회의적이었다. 그 후, 1999년 내용이 개정되고 기술적으로 향상된 임무인 딥 임팩트가 디스커버리 계획의 일부로 받아들여져 추진되었다. 충돌기와 접근 비행선은 볼 에어로스페이스&테크놀로지 코퍼레이션이 제작하였다. 볼더에서 탐사선을 위한 소프트웨어를 개발하는 데에는 18개월이 걸렸고, 소프트웨어 코드는 20000줄의 코드와 19개의 다른 쓰레드 애플리케이션으로 구성되었다. 탐사선을 개발하고 임무를 종료하는 것까지 사용된 총 비용은 3억 3000만 불이었다.

### 발사 및 시운전 단계
탐사선은 원래 2004년 12월 30일에 발사될 예정이었지만 NASA의 관계자들이 소프트웨어를 실험해보기 위해 더 많은 시간이 필요하다고 하여 발사가 연기되었다. 그 후 딥 임팩트는 2005년 1월 12일 협정 세계시 18시 47분 케이프커내버럴 공군 기지에서 델타 II 로켓으로 성공적으로 발사되었다.
딥 임팩트의 작동 상태는 발사 후 하루까지는 불확실했다. 곧 탐사선은 태양 궤도로 진입함과 동시에 태양 전지판을 성공적으로 펼쳤지만, 스스로 안전 모드로 들어갔다. 오류의 원인은 단순히 RCS 자세 조정기의 촉매 베드에서 온도 제한이 잘못돼 있던 것으로 드러났다. 3단 로켓 분리 후, 탐사선의 로켓 엔진은 탐사선이 회전하는 것을 멈추기 위해 사용되었다. 1월 13일, 미국 항공우주국은 딥 임팩트가 안전 모드에서 벗어나 정상적인 상태가 되었다고 발표했다.
2월 11일, 계획대로 탐사선의 궤도를 바꾸기 위해 탐사선의 로켓이 점화되었다. 이 궤도 전환은 3월 31일에 예정되어 있던 2차 궤도 전환이 불필요해져 취소되어 버릴 정도로 정확했다. "시운전 단계"에서는 탐사선의 모든 장비가 제대로 작동하는지 확인했다. 이 시험 기간 동안 베이크아웃을 실시한 후 HRI 카메라의 초점이 맞지 않는 것을 발견했다. 이 문제를 조사하여 6월 9일에 밝혀진 바로는, 화상 처리 소프트웨어와 디콘볼루션 함수를 이용하면 HRI 카메라의 사진이 원하는 화질까지 보정될 수 있었다.

### 순항 단계

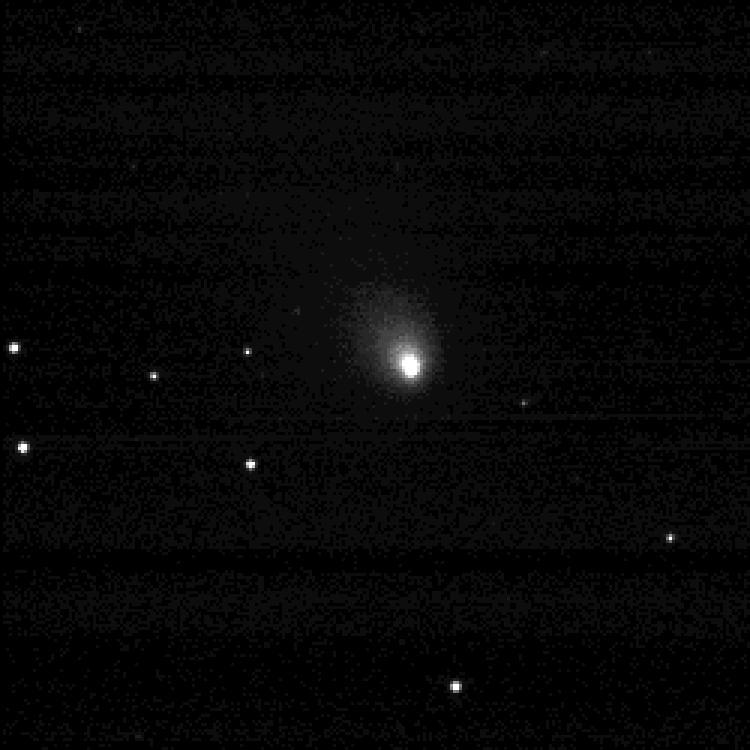
4월 25일 딥 임팩트에 의해 찍힌 템펠 1 혜성.

순항 단계는 3월 25일, 시운전 단계가 끝난 직후 시작되었다. 이 단계는 템펠 1 혜성 접근 60일 전까지 계속되었다. 4월 25일, 딥 임팩트는 템펠 1으로부터 6천 4백만 킬로미터의 거리에서 첫 번째 사진을 찍었다.
5월 4일 탐사선은 궤도를 바꾸기 위해 두 번째로 엔진을 점화했다. 95초 동안 엔진이 불을 내뿜었고, 탐사선의 속도는 18.2 km/h만큼 바뀌었다. 미국 항공우주국 제트 추진 연구소의 프로젝트 매니저인 릭 그리머는 이 점화에 대해 "우주선의 성능이 너무 우수했고, 점화는 예정과 다른 점 하나 없이 정확하게 이루어졌다."라고 말했다.

### 접근 단계
접근 단계는 충돌 60일 전부터 5일 전까지였다. 충돌 60일 전은 딥 임팩트가 MRI 카메라로 템펠 1을 감지하리라고 예상된 가장 이른 시간이었다. 사실, 딥 임팩트는 69일 전(순항 단계에 있을 때) 이미 템펠 1을 감지했다. 접근 단계는 매우 중요한 시점인데, 이 시점은 혜성의 궤도에 대한 정보를 수정하고 혜성의 자전, 활동, 먼지의 양을 조사하는 집중 관측의 시작점이기 때문이다.
6월 14일과 6월 22일, 딥 임팩트는 혜성 표면에서의 폭발을 관측했고, 이후(22일)의 폭발은 약 6배 정도 컸다. 탐사선은 자신의 위치와 궤도를 결정하기 위해 먼 별을 관측하였다. 제트 추진 연구소의 돈 요먼스는 임무에 대한 조사 결과를 "지구에 신호가 닿는 데는 7½분 정도 소요됩니다. 그래서 이 일을 조이스틱을 가지고는 할 수 없습니다. 근접 비행선처럼 충돌기도 똑똑하다는 사실에 의존해야 합니다. 그래서 사전에 정보를 모아서 정보 모음집을 구축한 다음 그 일을 시작해야 합니다."라고 이야기했다. 6월 23일, 두 번의 최종 궤도 수정 절차 중 첫 번째 절차가 성공적으로 행해졌다. 6 m/s의 속도 변화가 이루어졌고, 근접 비행선이 혜성의 표면으로부터 100km 위를 통과하도록 궤도가 바뀌었다.

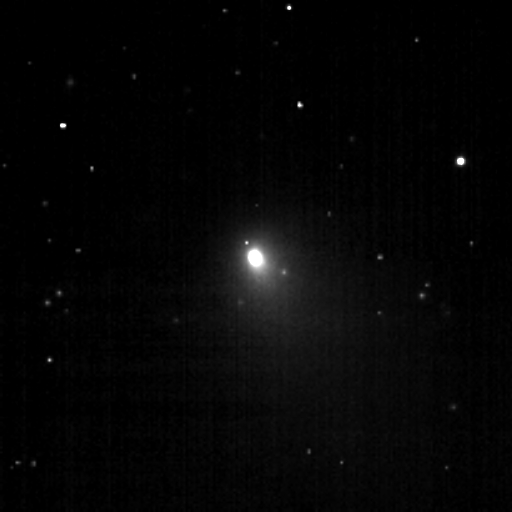
2005년 5월 30일, 충돌 35일 전
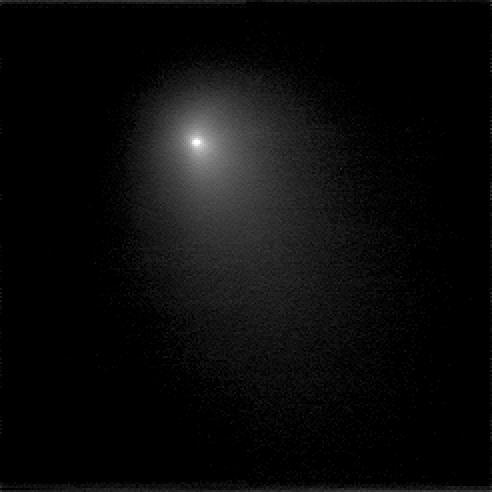
6월 15일, 충돌 19일 전
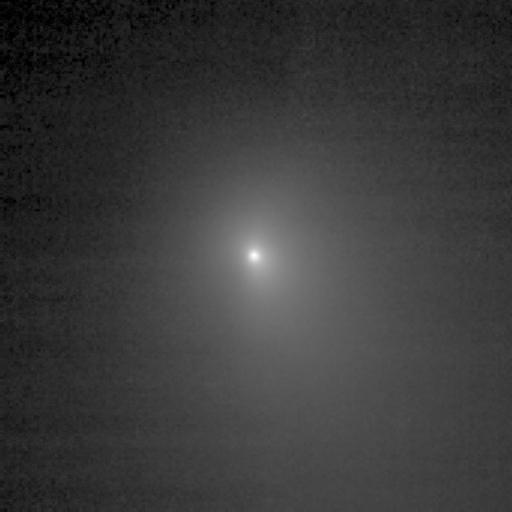
6월 21일, 총돌 13일 전
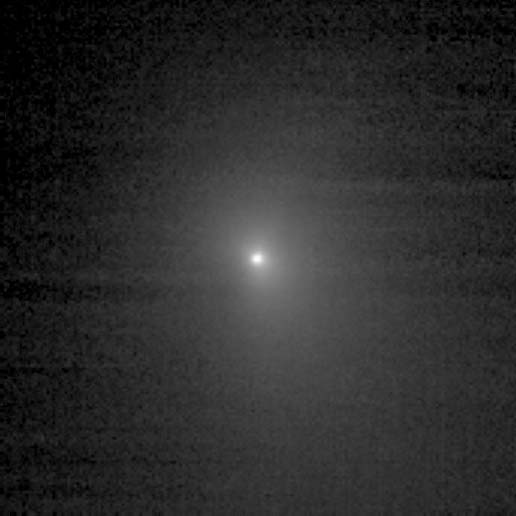
6월 27일, 충돌 7일 전임과 동시에 접근 단계의 거의 끝

### 충돌 단계

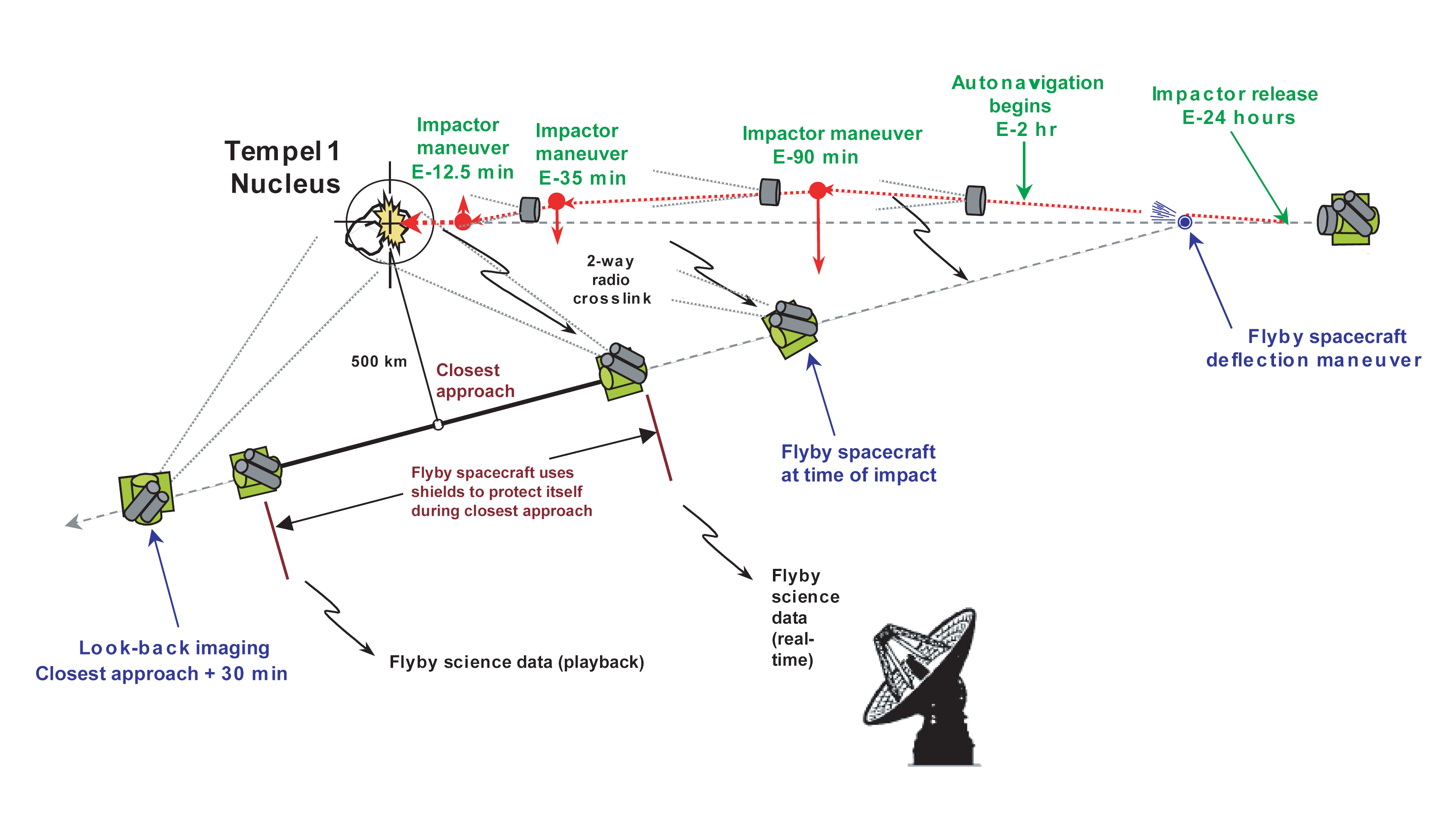
딥 임팩트가 혜성에 접근하는 과정의 모식도.

충돌 단계는 6월 29일, 충돌 5일 전 시작되었다. 충돌기는 7월 3일 오전 6시(지상에서 협정 세계시로 6:07)에 성공적으로 분리되었다. 충돌기에서의 첫 번째 사진은 분리 2시간 후 촬영되었다.
근접 비행선은 혜성과의 충돌을 방지하기 위해 궤도를 바꾸었다. 14분 동안 엔진이 작동했고 우주선의 속도를 낮추었다. 또한, 예상대로 충돌기와 근접 비행선 간에 통신이 되었음이 보고되었다. 충돌기는 충돌 2시간 전에 최종적으로 경로를 바꾸었다. 충돌기는 템펠 1에 충돌하기 위해 "식물을 심듯이 심어지도록" 하는 자세를 취하고 있었다.
충돌은 협정 세계시 7월 4일 5시 45분(지상의 시간으로 5시 52분이었고, 오차는 약 3분 정도로 계산되었으며, 통신 지연 시간은 7분 26초였다)에 이루어졌고, 이 시간은 사전에 계산했던 값과 1초 이하의 차이를 보였다.
충돌기는 충돌하기 전 약 3초 전에 사진을 보내 왔다. HRI, MRI 및 ITS 카메라에서 찍힌 약 4500개의 사진들은 임시로 근접 비행선에 저장되었다가 전파를 이용해 지구로 보내졌다. 충돌 에너지는 다이너마이트 5톤이 터진 것과 비슷한 크기이고 혜성은 예상보다 6배 밝게 빛났다.
충돌 단계에서의 시간표는 NASA의 충돌 단계 시간표 보관됨 2015-06-02 - 웨이백 머신에서 볼 수 있다.

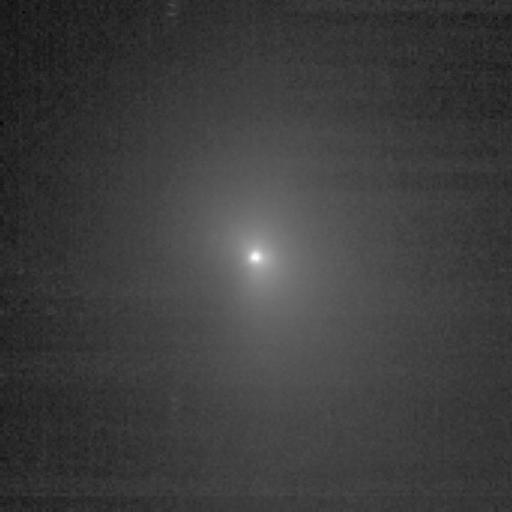
충돌 단계에서 촬영한, 420만 킬로미터 거리에서 찍은 템펠 1 혜성
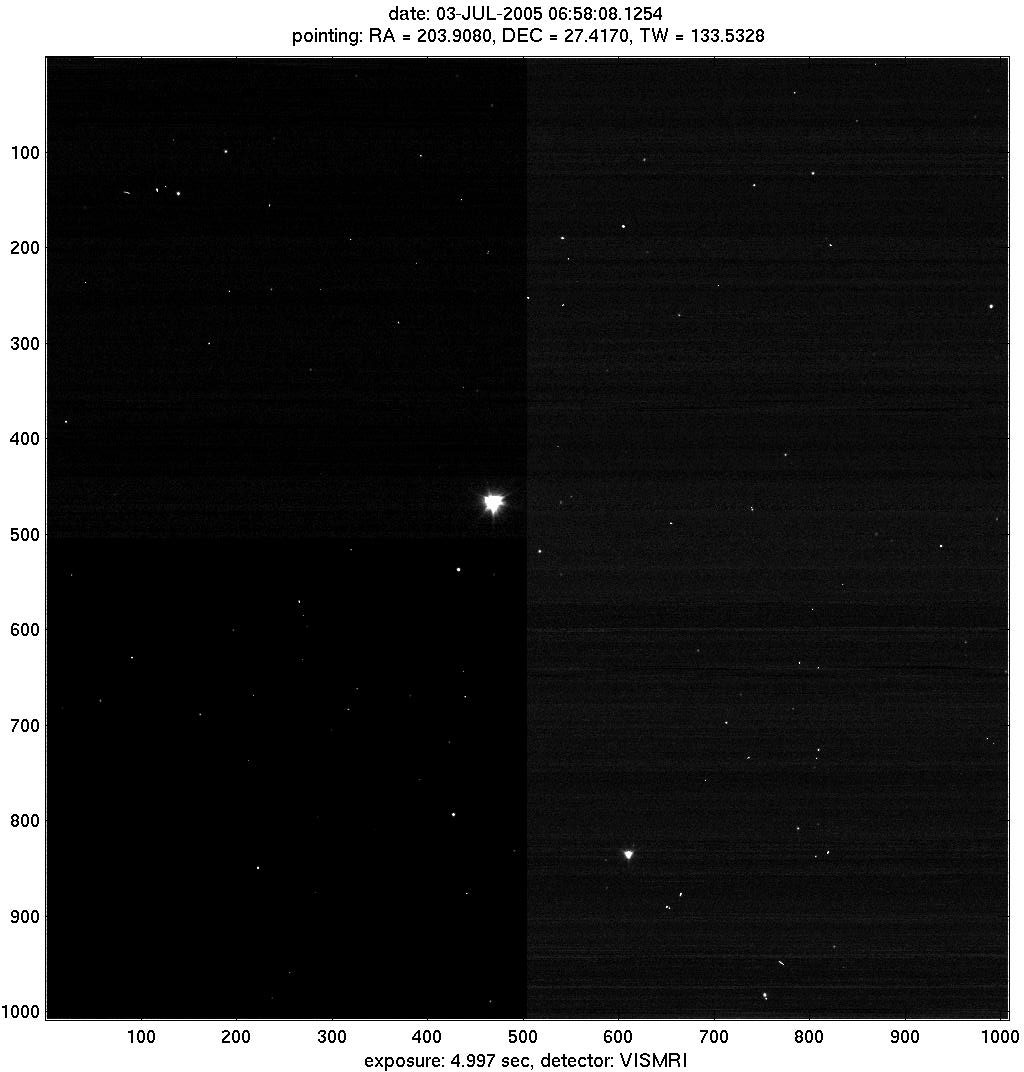
근접 비행선에서 분리된 직후의 충돌기
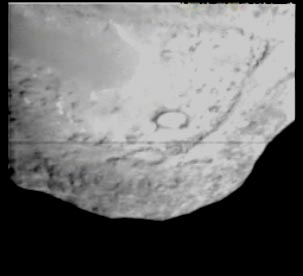
충돌기에서의 사진
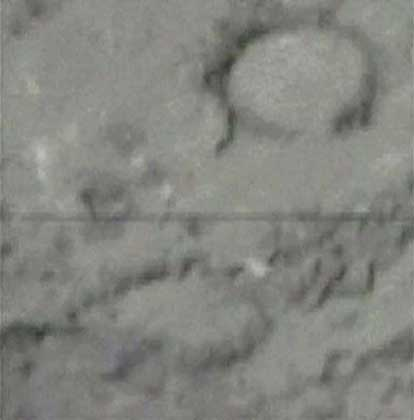
충돌기에서의, 충돌 몇 초 전의 확대 사진
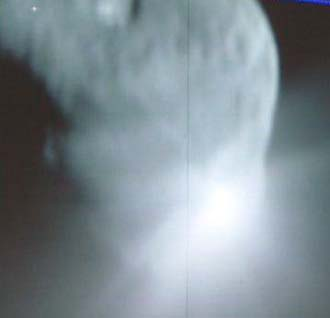
NASA TV에서 나타난 충돌 순간
충돌 당시의 HRI 영상
충돌 당시의 HRIV 영상
충돌 당시 충돌기의 ITS 영상

## 결과

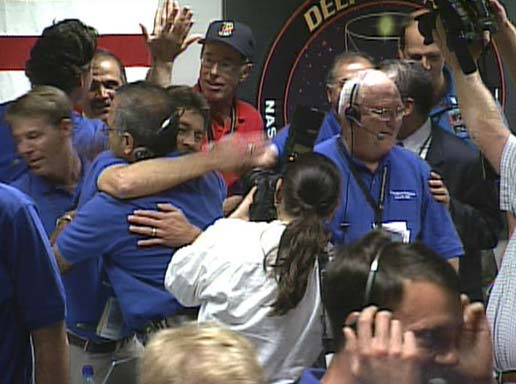
혜성과의 충돌 후 기념식을 가지는 팀 구성원들.

임무 관제소에서는 동부 표준시 1시 57분(한국 표준시 23시 57분) 이후 5분 후까지 성공적으로 충돌했다는 신호가 잡히지 않았다. 그 후, 돈 요먼스는 기자들에게 "우리는 단지 우리가 원했던 것을 정확히 명중시켰습니다"라고 말했다. 그리고 제트 추진 연구소의 이사 찰스 엘라치는 "우리의 기대보다 더 큰 성공입니다."라고 말했다.
2005년 7월 4일 협정 세계시 08시 00분에 있었던 이후 여파 브리핑에서, 1차 처리된 사진은 원래 있던 충돌구가 찍혔다는 것을 보였다. NASA의 과학자들은 충돌기가 부딪혀서 생긴 충돌구를 잘 확인할 수 없었지만, 이후에 폭 100m에 깊이 30m인 충돌구가 발견되었다. 충돌 과정의 공동 연구자 중 한 명인 루시 맥파든은 이렇게 말했다: "우리는 첫 번째 임무인 '밝은 먼지 구름'은 관찰했지만, 두 번째 임무인 '충돌구'를 보는 것은 기대하지 않았습니다. 그러나 그것 또한 예기치 못한 발견을 하는 과학의 재미 중 하나죠."스위프트 감마선 망원경의 관측 자료를 분석한 결과, 충돌 이후 13일 동안 혜성에서 계속 먼지 구름이 뿜어져 나옴을 확인했다. 물 5백만 킬로그램과 10만~25만 킬로그램의 먼지가 충돌 시 우주로 사라졌다.
충돌에 의해 뿜어져 나온 물질에서 예상 외로 먼지와 작은 얼음이 많이 뿜어져 나온 초기 결과는 놀라웠다. 혜성 구조가 배제 물질의 느슨한 조합으로 이루어졌다는 이론만이 이 결과와 만족스럽게 일치했다. 또한, 물질들은 예상보다 더 미세했는데, 과학자들은 혜성의 구성물을 모래보다는 활석 가루와 비슷하다고 비교했다. 또한 충돌의 여파를 분광기로 측정하면서 점토, 탄산염, 나트륨과 결정형 규산염이 발견되었다. 점토와 탄산염은 일반적으로 형성될 때 물이 필요하고 나트륨은 우주에서는 드문 원소이다. 이 관측은 혜성 내부는 75%가 빈 공간이고, 눈 같은 것으로 혜성의 표면이 덮여 있다는 것을 보여주었다. 천문학자들은 이것이 유일한 경우인지 아니면 다른 곳에서도 그런지와, 다른 혜성에는 태양계 형성 초기의 광물이 있을지를 알기 위하여 다른 혜성들을 탐사하는 계획에 관심을 표현했다.

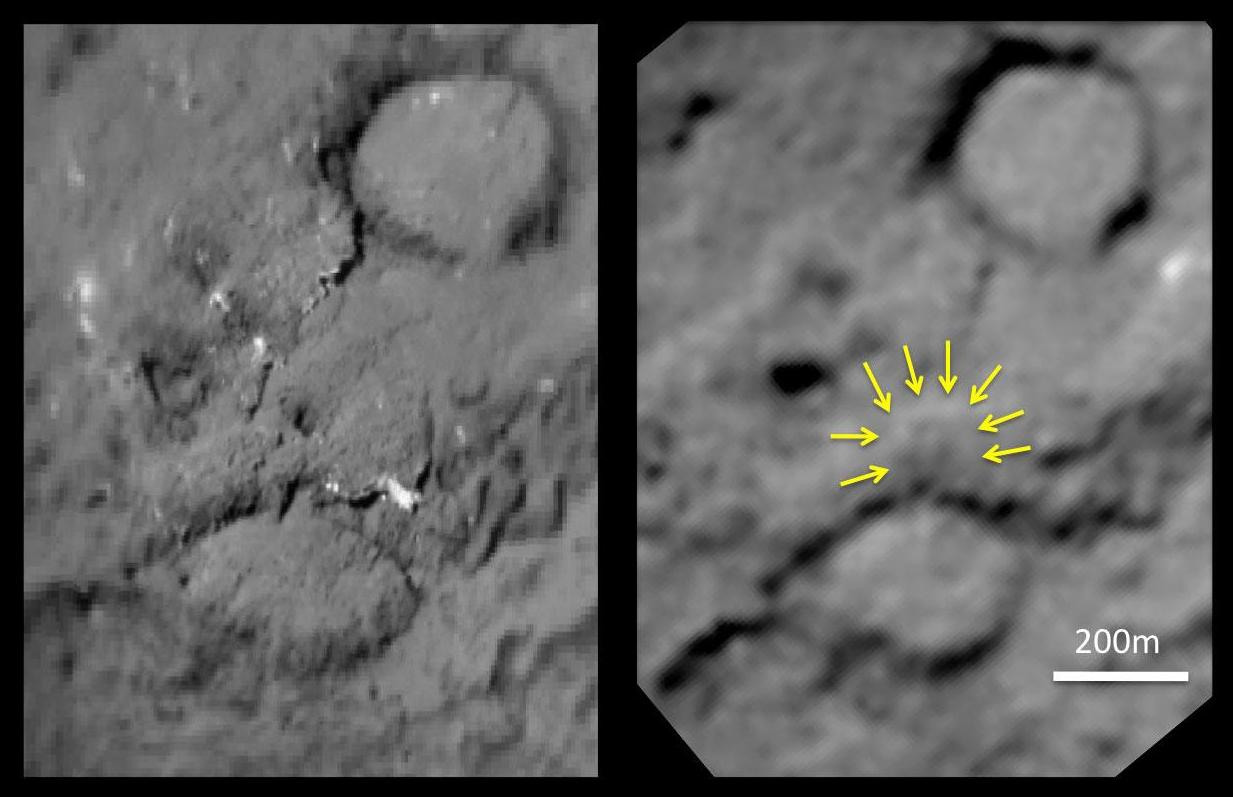
"충돌 전후". 왼쪽이 딥 임팩트에 의해 찍힌 사진이고 오른쪽이 스타더스트에 의해 찍힌 사진. 충돌구의 모습이 보인다.

천문학자들은 혜성들이 천왕성, 해왕성, 또는 오르트 구름 지역에서부터 날아온다는 가설을 세웠다. 태양에서 멀리 떨어진 혜성은 얼음과 에테인이 템펠 1에서보다 더 많이 있으리라고 추측된다. 또한 천문학자들은 템펠 1의 공전궤도 주변의 혜성은 템펠 1과 조성이 비슷할 것이라고 생각했다.

### 충돌구
딥 임팩트에서 찍힌 충돌구의 사진이 그리 만족스럽지 않았기 때문에, 미국 항공우주국은 2007년 7월 3일, "템펠 1을 향하는 새로운 탐사 계획"(NExT, New Exploration of Tempel 1)에 대한 예산을 전격 승인했다. 이는 이미 기존에 빌트 2 혜성을 탐사했던 스타더스트 탐사선을 이용해 탐사를 하는 것이었다. 스타더스트는 2011년 2월 15일 협정 세계시 4시 42분에 템펠 1 혜성에서 약 200 km 떨어진 곳을 지나도록 궤도를 바꾸었다. 같은 혜성을 두 번 방문하는 것은 이번이 처음이었고,딥 임팩트의 충돌구를 자세히 관찰하는 것뿐만 아니라 혜성이 태양에 가까워지면서 일어나는 변화를 관찰할 수 있는 좋은 기회였다.
2월 15일, 미국 항공우주국의 과학자들은 스타더스트의 사진으로부터 딥 임팩트가 만든 충돌구를 식별해냈다. 충돌구의 지름은 150m이며, 충돌부 주위에는 밝은 색의 흙더미가 있는데 이는 충돌 시 분출되었던 물질이 다시 떨어지며 쌓인 것이다.

## 대중적 관심

### 언론 보도

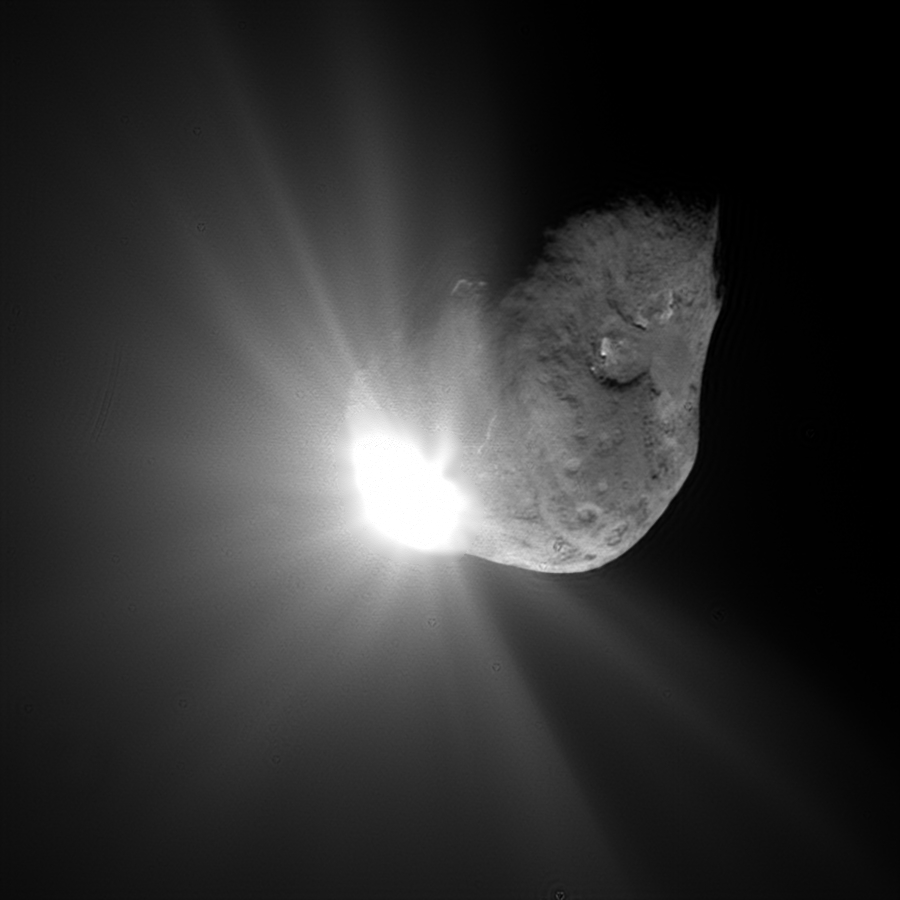
이 그림이 언론에 널리 퍼졌다.

이 충돌 사건은 인터넷, 인쇄물 매체, 텔레비전에서 비중있게 보도되었으며 논쟁의 대상이 되었다. 충돌이 어떤 결과를 낳을지에 대해 긴장감이 형성되었는데, 전문가들 사이에서도 의견이 다양하게 나왔기 때문이다. 여러 전문가들은 충돌기가 혜성을 뚫고 나갈 것이라든지, 혹은 충돌구를 만들 것이라든지, 혹은 혜성 내부에 구멍을 낼 것이라든지 등 여러 예측을 내놓으며 논쟁을 벌였다. 그러나 충돌 24시간 전 제트추진연구소 비행팀은 비공식적으로 "예상치 못한 기술적 오류가 없다면, 비행선은 템펠 1호에 충돌할 것이다."라며 강한 자신감을 드러냈다. 한 고위 인사는 "우리가 지금 할 수 있는 것은 앉아서 기다리는 것이다. 확실히 충돌시키기 위해 우리가 기술적으로 할 수 있는 일은 다 했다."라고 얘기했다. 충돌기가 혜성에 충돌하기 불과 몇 분 전, 와이키키 해변에서는 만 명 이상의 사람들이 대형 스크린으로 충돌 과정을 보고 있었다.
전문가들은 언론보도를 위해 이 임무를 요약하는 코멘트를 작성했다. 퀸 메리 대학교의 이완 윌리엄스는 이렇게 말했다. "마치 보잉 747에 부딪히는 모기 같았어요. 우리가 발견한 것은 모기가 표면에 철썩 달라붙은 게 아니라 앞유리를 뚫고 들어갔다는 것입니다."
충돌이 있고 하루 후, 러시아의 점성가 마리나 베이는 NASA를 상대로 300만 달러의 소송을 제기했는데 그 이유는 "우주의 자연적인 힘 균형을 깨트렸다."였다. 그녀의 변호인은 "충돌은 혜성의 자기적 특성을 바꾸었고, 이는 지구의 모바일 폰 통신에 영향을 주었을 것입니다. 만약 오늘 아침에 핸드폰이 갑자기 고장 나면, 스스로 '어째서일까?'라고 생각한 다음, 저희에게 문의하세요."라는 주장을 내세우면서 대중에게 자신들을 지지해 줄 것을 요청했다. 2005년 8월 9일 모스크바의 Presnensky 법원은 베이의 청구를 기각하는 판결을 내렸고 베이는 결과에 대해 항소했다. 한 러시아의 물리학자는 "충돌 후 혜성의 궤도가 약 10cm 정도 바뀌었다"라면서 지구에는 별 영향이 없다고 말했다.

### 혜성에 당신의 이름을 보내세요 캠페인

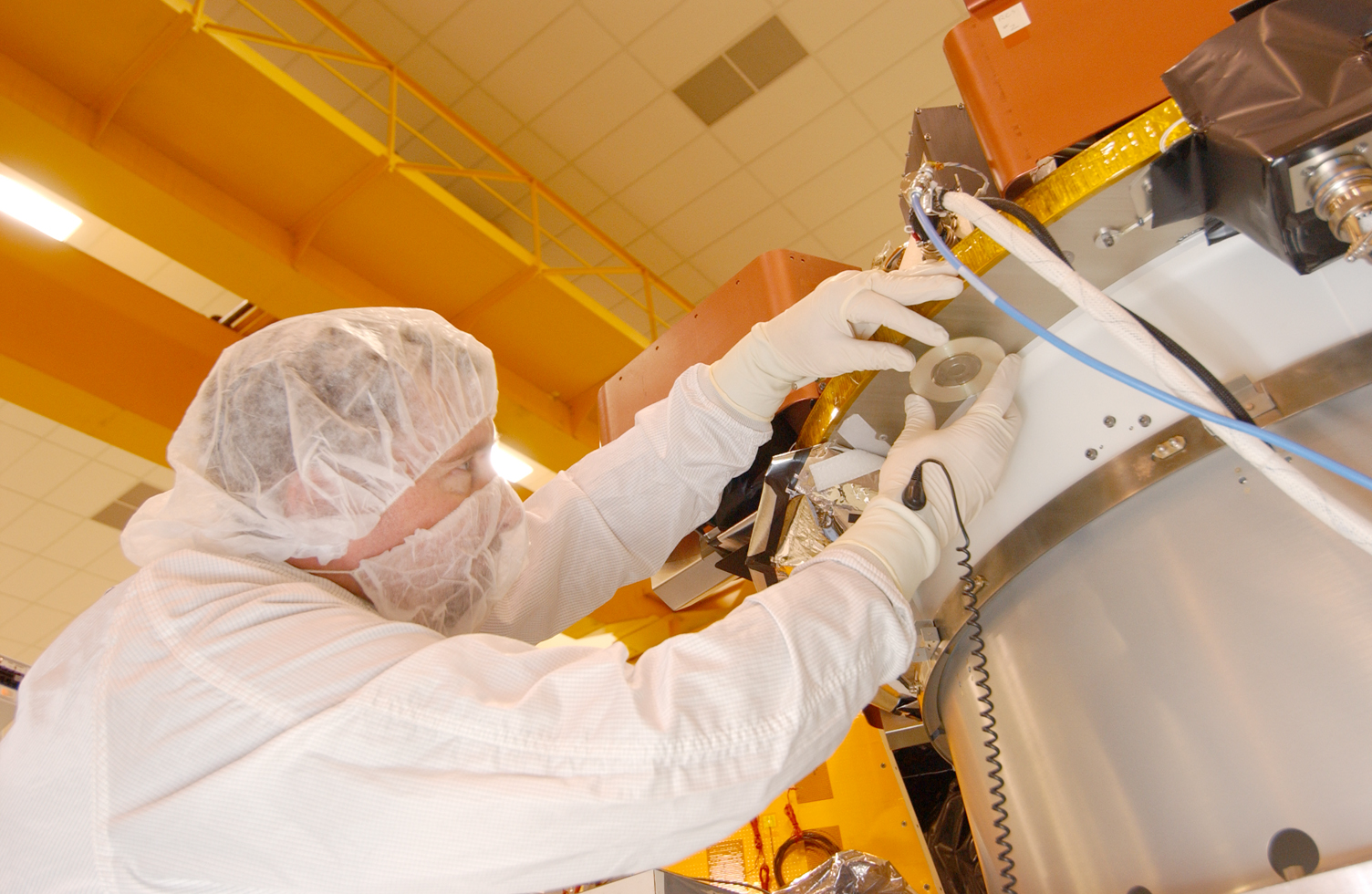
충돌기에 부착된 CD에는 62만 5천 명의 이름이 들어가 있다.

임무의 홍보 캠페인 중 하나는 주목할 만했는데, 바로 "혜성에 당신의 이름을 보내세요!"(Send Your Name To A Comet!)였다. 2003년 5월에서 2004년 1월까지 제트 추진 연구소의 웹사이트에서 자신의 이름을 적도록 초대한 다음, 총 62만 5천 명의 이름이 담긴 소형 CD를 충돌기에 부착했다. 과학 팀의 일원인 돈 요먼스 박사는 다음과 같이 말했다. "이는 특별한 우주 계획의 일부가 될 수 있는 기회입니다...2004년 12월 탐사선이 발사될 때, 당신과 당신의 사랑하는 사람의 이름이 탐사선에 히치하이킹을 해서 당신이 역사상 최고의 우주 불꽃놀이의 일부가 될 수 있습니다." 이 생각은 탐사선에 대한 관심을 모았다.

### 중국에서의 반응
중국 과학자들은 딥 임팩트 임무를 미국 과학의 효율성을 강조하는 기회로 활용했는데 그 이유는 대중의 지지가 장기적인 연구자금 확보를 보장해 주기 때문이었다. 언론과 인터뷰한 한 과학자는 다음과 같이 자국의 상황을 비판했다. "중국에서 보통 대중은 우리 과학자들이 무엇을 하는지 전혀 모르며, 과학 진흥에 대해 자금이 충분히 공급되지 않아 인민들, 특히 10대들의 과학연구에 대한 열정은 약해진다."
혜성에 탐사선을 충돌시키는 미국의 계획이 끝난 지 2일 후, 중국은 이 임무의 "더 똑똑한" 버전에 대한 계획을 발표했다. 계획의 내용은, 작은 혜성이나 소행성에 탐사선을 착륙시켜서 그 천체의 궤도를 바꾼다는 것이다. 중국은 이 임무가 먼저 달에 탐사선을 보낸 후 시작될 것이라고 말했다.

### 아마추어 천문학자의 공헌

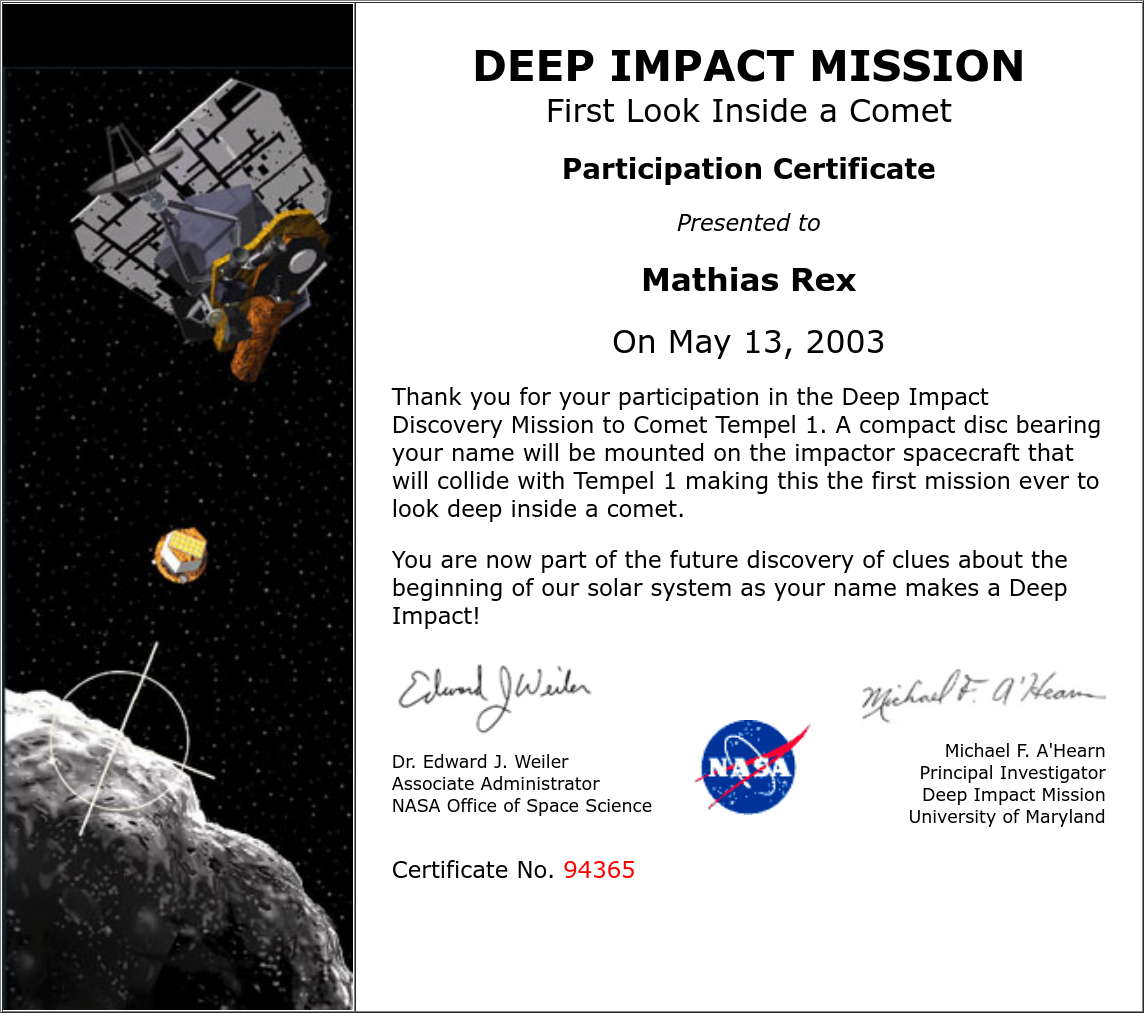
아마추어 천문학자 Maciej Szczepańczyk의 딥 임팩트 계획 참여 인증서.

이러한 사건을 관찰할 때 쓰는 큰 망원경, 즉 허블이나 켁 천문대와 같은 망원경은 항상 수요에 비해 부족한 상태이다. 딥 임팩트의 과학자들은 충돌 이전과 이후의 영향에 대한 장기 관측을 위해 "고급 아마추어, 학생, 전문 천문학자"들의 작은 망원경을 "사용하였다". 이러한 관측은 "휘발성 가스 생성, 먼지 코마의 생성과 생성 속도, 먼지 꼬리의 생성과 제트의 생성과 폭발" 여부를 관측하기 위해서였다. 2007년 중반, 아마추어 천문학자들은 혜성의 모습을 담은 CCD를 제출했다.
주목할 만했던 아마추어 관측은 (학생들이 인터넷을 이용해 망원경을 조작했던) 하와이의 자동형 포크스 망원경이었다. 학생들은 하와이의 학교에 다니는 학생들이었고, 미국과 영국의 과학자들과 같이 일했다. 또한 이 학생들은 충돌 당시의 사진을 첫 번째로 얻은 그룹 중 하나였다. 한 아마추어 천문학자는 충돌 후 혜성 주위에 불규칙한 밝은 구름과, 주위의 겉보기등급이 2 정도 올랐다고 말했다. 다른 아마추어 천문학자는 NASA의 사진을 이용해 충돌 지역의 지도를 만들었다.

### 뮤지컬 헌사
딥 임팩트의 임무는 《빌 헤일리와 그의 혜성들》이 판매 차트 1위였던 <Rock Around the Clock>을 발매한 지 50주년 기념행사를 로스엔젤레스에서 할 때와 일치했다. 임무의 성공 전후 24시간, 마틴 루이스는 탐사선의 영상을 이용해 2분짜리 뮤직 비디오를 만들었다. 1955년 활동했던 멤버들 중 살아있는 사람들은 2005년 3월 다시 공연을 했다. 그리고 2분짜리 영상은 몇 주 동안 NASA 홈페이지에 올라와 있었다.
7월 5일, 살아있는 멤버들(71~84세)은 임무의 성공을 축하하기 위해 제트 추진 연구소에서 직원 수백 명을 대상으로 무료 콘서트를 벌였다. 이 이벤트는 전 세계적인 주목을 받았다. 그 후, 2006년 2월 국제 천문 연맹은 제트 추진 연구소의 콘서트에 관한 내용을 참조해 소행성에 빌헤일리라는 이름을 붙였다.

## 확장된 임무
딥 임팩트는 EPOXI(외계 행성 관측 및 딥 임팩트 확장 탐사)에 의해 지정된, 다른 헤성들을 방문하는 확장형 임무를 위해 템펠 1의 임무가 끝난 2005년부터 절전 상태로 들어갔다.

### 보틴 혜성 계획
처음에는 보틴 혜성으로 향하기로 되었지만, 몇 가지의 "합병증"이 생겼다. 일단 2005년 7월 21일, 딥 임팩트는 다른 혜성으로 가기 위해 지구의 중력을 이용하도록 궤도를 보정했다.
기존 계획은 2008년 12월 5일 보틴 혜성에서 700km 떨어진 곳을 지나치는 것이었다. 딥 임팩트의 팀장인 마이클 아헌은 "우리는 템펠 1 혜성의 결과가 고유한 것이었는지 아니면 다른 혜성과 같은 결과인지를 알아내기 위해 보틴 혜성으로 탐사선을 보낸다"고 언급했다. 이 4천만 달러짜리의 임무는 템펠 1 혜성에서 나왔던 결과의 절반 정도가 나온다. 딥 임팩트는 혜성의 표면 조성 및 표면의 특징을 알기 위해 망원경과 분광기를 사용하게 된다.
그러나, 지구를 지나치며 속도를 얻을 때, 천문학자들은 보틴 혜성이 너무 희미해서 위치를 찾을 수 없었다. 따라서, 궤도를 근접 통과가 가능하도록 정밀하게 맞출 수가 없게 되었다.

### 하틀리 2 혜성 근접 비행

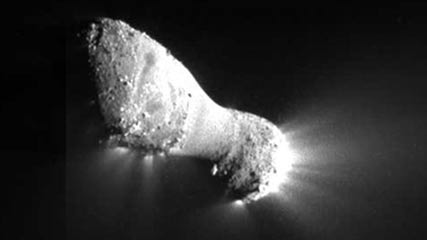
2010년 11월 4일 찍은 하틀리 2 혜성의 사진.

제트 추진 연구소는 딥 임팩트를 보틴 혜성 대신 하틀리 2 혜성 쪽으로 보내기로 결정했다. 하지만, 이 경우에는 2년이 더 걸렸다. 2010년 5월 28일 엔진이 11.3초 동안 점화되었고, 6월 27일 지구를 접근 통과해 11월 4일 하틀리 2 혜성으로 향하게 궤도가 바꿨다. 속도는 0.1m/s만큼 바뀌었다.
2010년 11월 4일, 딥 임팩트는 하틀리 2 혜성에서 사진을 보내왔다. EPOXI는 혜성에서 약 700 km 위를 지나갔으며, "땅콩"같이 생긴 핵의 모습과 분출하는 가스에 대한 선명한 사진을 보내왔다.

### 게라드(C/2009 P1) 혜성
딥 임팩트는 2012년 2월 20일부터 4월 8일까지 중간 해상도의 필터를 사용하여 게라드 혜성을 관측했다. 혜성은 태양으로부터 1.75–2.11 천문단위(AU)(2.62–3.16 × 108 km) 떨어져 있었고 우주선으로부터 1.87–1.30 AU 떨어져 있었다. 이 혜성의 가스 방출이 10.4시간 주기로 변했는데, 핵의 자전에 의한 것으로 생각된다. 혜성의 드라이아이스 함량은 분자의 개수로 측정하여 전체 얼음 양의 약 10%인 것으로 밝혀졌다.

### 소행성 (163249) 2002GT와의 임무 가능성
2011년 말, 딥 임팩트는 소행성 (163249) 2002 GT를 탐사 대상으로 하고, 이 천체에 2020년 1월에 도착할 예정이었다. 도착하여 과학 임무를 수행할 수 있는지의 여부가 예산이나 탐사선의 상태에 따라서 달라진다. 2012년 10월 4일에 엔진이 71초 동안 발사되었고, 궤도를 유지하기 위해 초속 2미터 정도 탐사선의 속도를 바꿨다.

### C/2012 S1 (아이손) 혜성
2013년 2월, 딥 임팩트는 아이손 혜성을 관측했다. 혜성은 2013년 3월까지 관측이 가능했다.

### 신호 두절과 임무 종료
2013년 9월 EPOXI 임무 상황 웹사이트에서 게시된 내용에는 "우주선과의 통신이 8월 11일에서 14일 동안 잠깐 끊겼습니다... 마지막 통신은 8월 8일에 이루어졌습니다. 8월 30일 연구진은 문제의 원인을 결정했습니다. 연구진은 통신을 복구하기 위한 최선의 방법을 생각하고 있습니다." 라고 설명했다.
2013년 9월 10일 임무 상태 보고서에서는 우주선이 지속적으로 스스로를 재가동하는 등 우주선 자신을 조작할 수 없었고, 이 문제의 결과로 우주선의 안테나 방향을 알 수 없으므로 통신을 복구하는 것은 더 어렵다고 설명했다. 또한 태양 전지판이 더 이상 전기를 강하게 만들어내는 위치에 고정되지도 않는다.
2013년 9월 20일 미국 항공우주국은 탐사선과의 통신 복구 시도를 중단했다. 마이클 아헌에 따르면, 소프트웨어 오류의 원인은 2000년 문제와 비슷한 종류의 오류로 보인다.

## 같이 보기
- 달 충돌구 관찰 및 탐사 위성 (LCROSS) – 달에서 물을 분출시키기 위해 2009년 달에 충돌
- 템펠 1 혜성
- 하틀리 2 혜성
- 스타더스트